# Gunung Batu Tujuh
Gunung Batu Tujuh är en kulle i Indonesien.   Den ligger i provinsen Aceh, i den västra delen av landet, 1 700 km nordväst om huvudstaden Jakarta. Toppen på Gunung Batu Tujuh är 255 meter över havet, eller 58 meter över den omgivande terrängen. Bredden vid basen är 1,3 km.
Terrängen runt Gunung Batu Tujuh är kuperad åt nordost, men åt sydväst är den platt.Runt Gunung Batu Tujuh är det ganska glesbefolkat, med 43 invånare per kvadratkilometer. I omgivningarna runt Gunung Batu Tujuh växer i huvudsak städsegrön lövskog.